# Гончаровка (Воронежская область)
Гончаро́вка — село в Подгоренском районе Воронежской области Российской Федерации. Административный центр Гончаровского сельского поселения.

## География
Село находится в центральной части района, на берегу реки Гнилая Россошь (правый приток реки Россошь), на расстоянии 18 км к северо-западу от посёлка городского типа Подгоренский, административного центра района. Абсолютная высота — 133 м над уровнем моря.

### Часовой пояс
Село Гончаровка, как и вся Воронежская область, находится в часовой зоне МСК (московское время). Смещение применяемого времени относительно UTC составляет +3:00.

## История
Село основано в первой половине XVIII века крестьянином Корнеем Гончаровым, от которого и получило название.

## Население
| 1859 | 1897  | 2010 | 2012 | 2013 | 2014 | 2015 |
| ---- | ----- | ---- | ---- | ---- | ---- | ---- |
| 1626 | ↗3464 | ↘907 | ↘886 | ↘878 | ↘849 | ↘822 |
| 2016 | 2017  | 2018 |      |      |      |      |
| ↘815 | ↘798  | ↘776 |      |      |      |      |

## Улицы
| - ул. Гагарина, - ул. Мира, - ул. Молодёжная, - пер. Молодёжный, | - ул. Первомайская, - ул. Победы, - ул. Свободы, - ул. Советская. |

## Известные уроженцы
- Кравченко, Александр Диомидович (1880—1923) — русский революционер, один из руководителей советского партизанского движения в Сибири в годы Гражданской войны.